# خروس

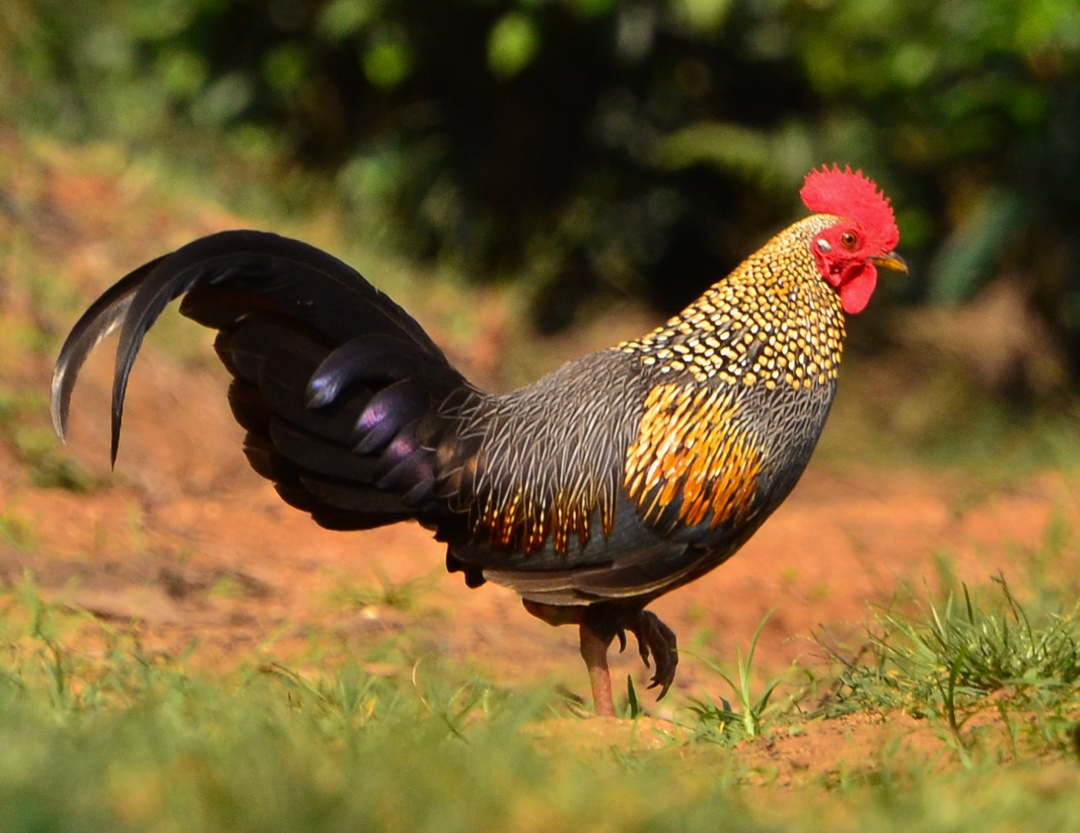
خروس

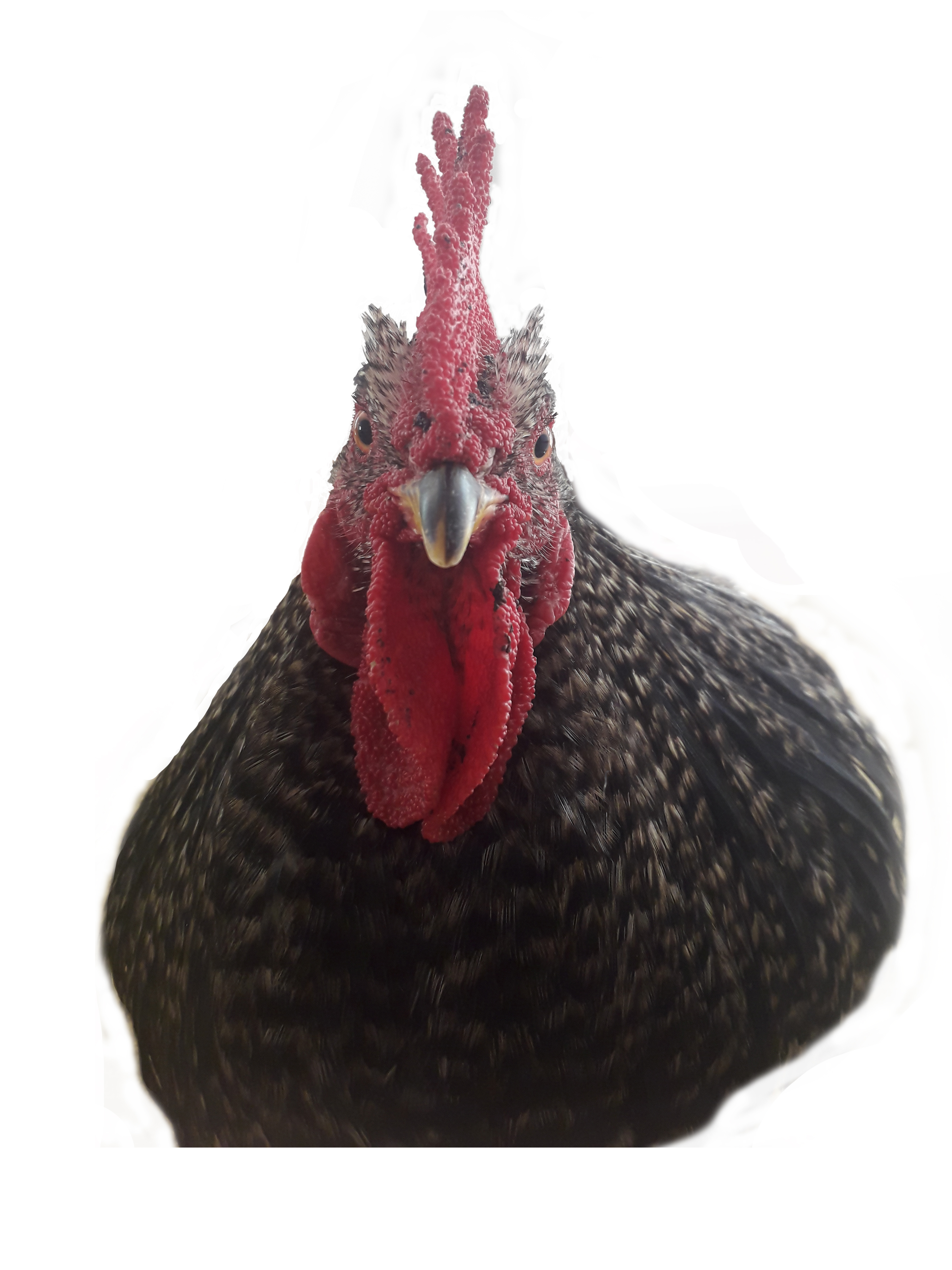
خروس

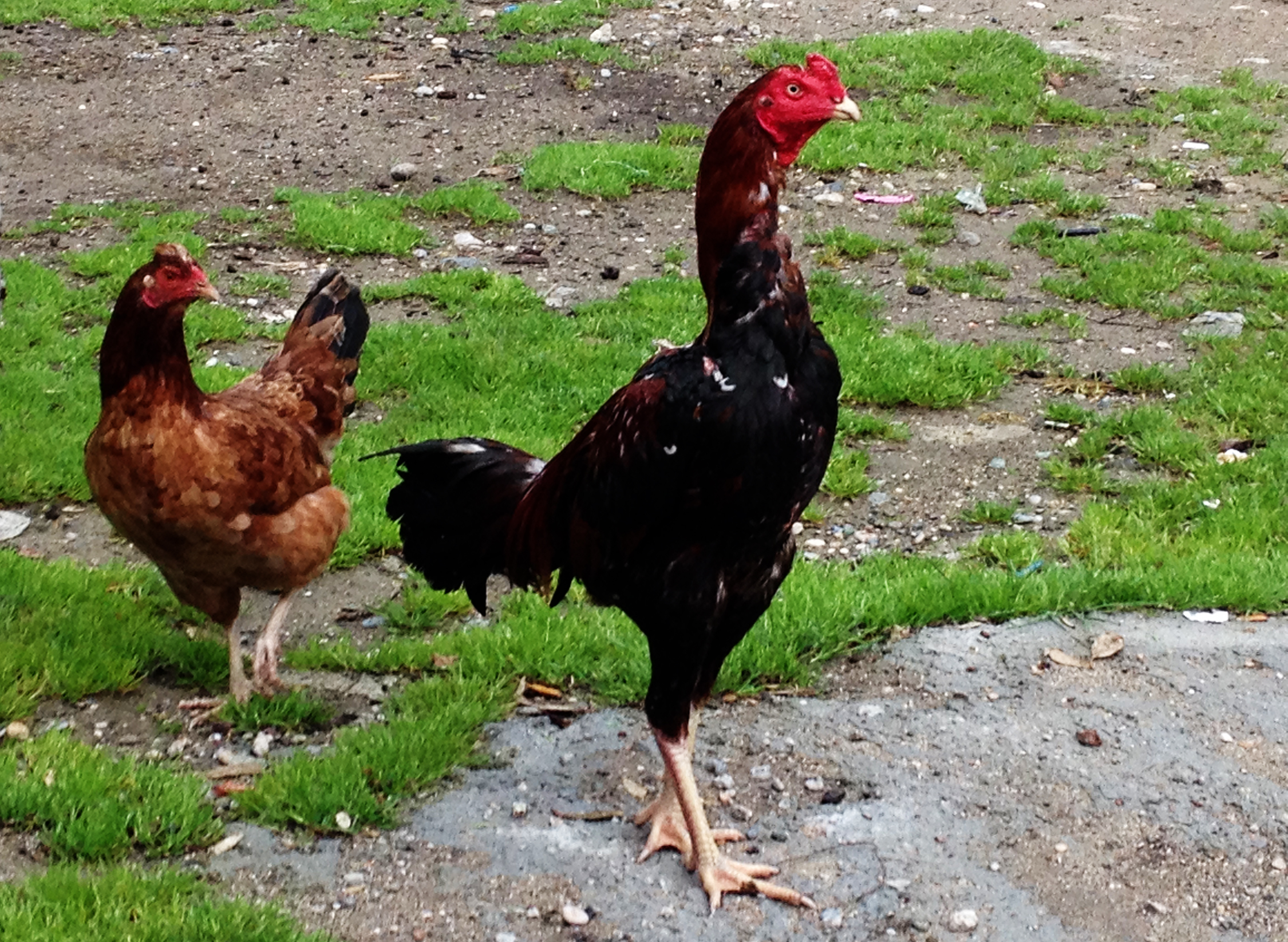
خروس لاری

خروس جانوری از شاخهٔ طنابداران، ردهٔ پرندگان و راستهٔ ماکیان‌سانان و جنس نر پرندهٔ مرغ است. 
خروس معمولاً بیش از یک جفت (مرغ) برای خود انتخاب می‌کند ولی چون نمی‌تواند محافظت از تک تک لانه مرغ‌ها را انجام دهد، عموماً از منطقه‌ای که مرغ‌هایش در آنجا هستند مراقبت می‌کند و چنانچه خروس دیگری به محدوده او نزدیک شود و او را بخورد به او حمله خواهد کرد. در طی روز خروس در جایی بلندتر از زمین (بین یکی دو متر) می‌نشیند و مراقبت از محدوده و مرغ‌هایش را در مقابل خطر حمله دیگر جانوران و خروسهای دیگر انجام می‌دهد، و چنانچه احساس خطری کند با درآوردن صداهایی از خود به مرغها اعلام خطر می‌کند. خروس دارای نژادهای متعدد و متفاوتی است که در هر نژاد خصوصیات منحصربه‌فردی مشاهده می‌شود. نژادهای مرغ و خروس از لحاظ تقسیم‌بندی به پنج گروه تقسیم می‌شوند: نژادهای آمریکایی، انگلیسی، آسیایی، مدیترانه‌ای و متفرقه. با توجه به این که نژادهای خروس به تنهایی ذکر نمی‌شوند، معمولاً نژادهای مرغ (ماکیان) به معنی نژاد مشترک مرغ و خروس مطرح می‌شود، هرچند که در برخی از نژادها شکل ظاهری خروس با شکل ظاهری مرغ از همان نژاد تفاوت آشکاری دارد، برای مثال فرق در تاج خروس، اما معمولاً در اغلب نژادهای ماکیان شباهت‌های زیادی بین مرغ و خروس در یک نژاد مخصوص دیده می‌شود.
لازم به یادآوری است که عمدتا خروس ها نمی‌توانند پرواز کنند اما  نژاد های خاص و زینتی آن‌ها مانند خروس «سبرایت» توانایی پرواز کردن را دارند.

## در ادبیات
صادق چوبک در داستانی به نام قفس نوشت:
"مرغ و خروس‌های خصی و لاری و رسمی و کله‌ماری و زیره‌ای و گل‌باقلایی و شیربرنجی و کاکلی و دم‌کل و پاکوتاه و جوجه‌های …"
وی ظاهراً از اصطلاحات خروس‌بازان برای بازگویی انواع مرغ و خروس استفاده کرده‌است؛ که در برخی از آن‌ها رنگ خروس ذکر می‌شود مثل گل باقلایی و شیربرنجی و در برخی دیگر نژاد خروس یاد می‌شود، مانند لاری و کاکلی و دیگر

## نگارخانه

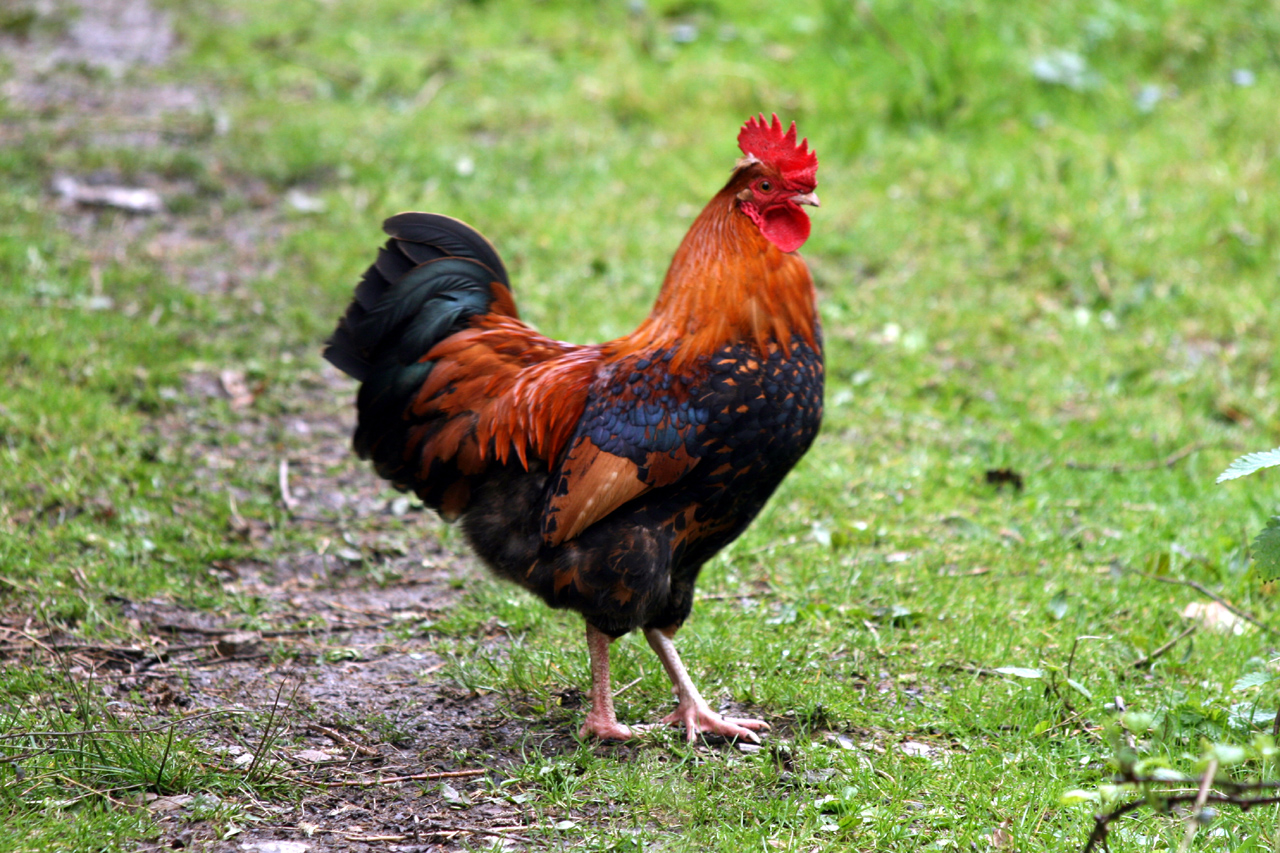
یک خروس بالغ
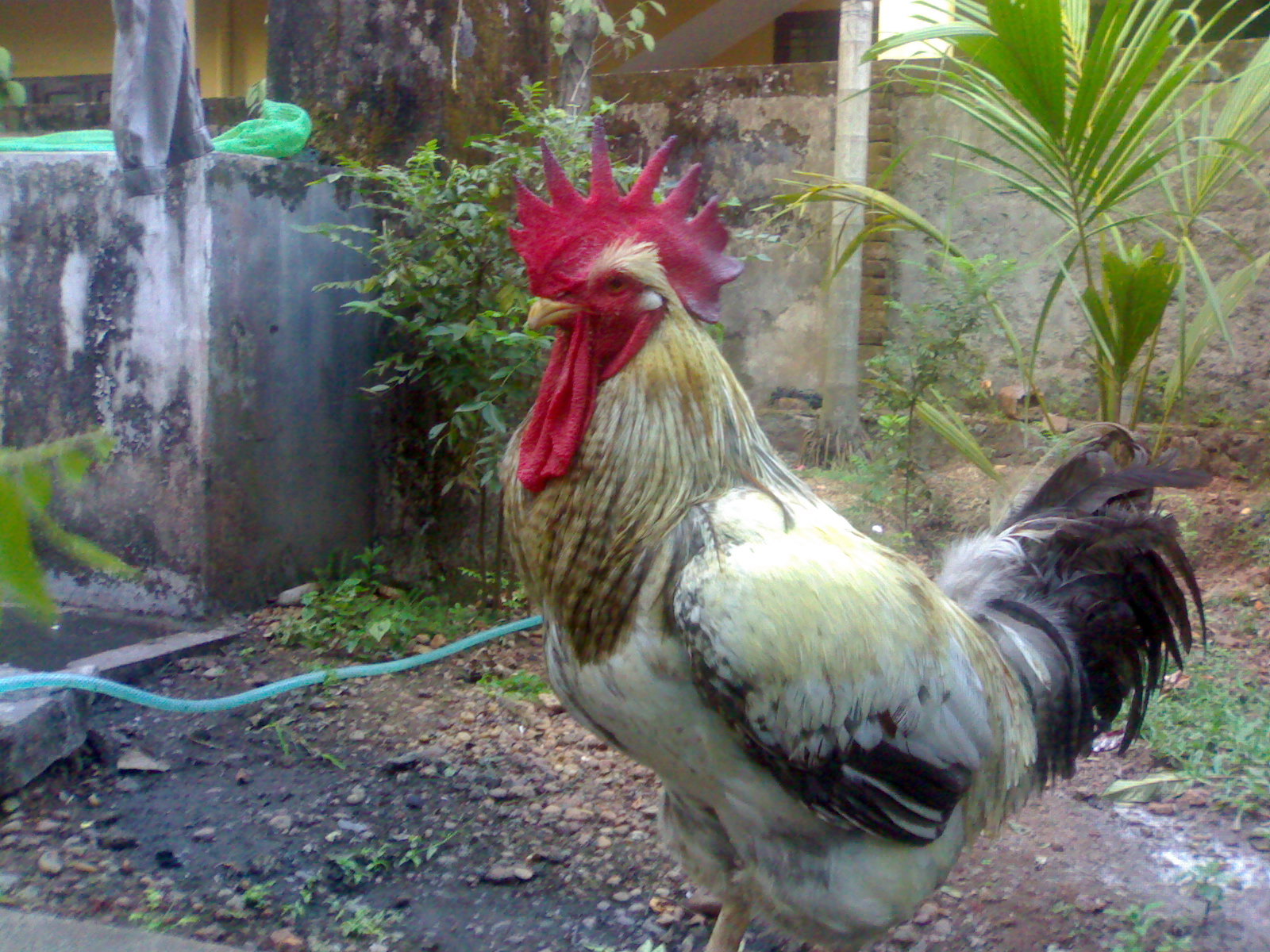
خروس هندی
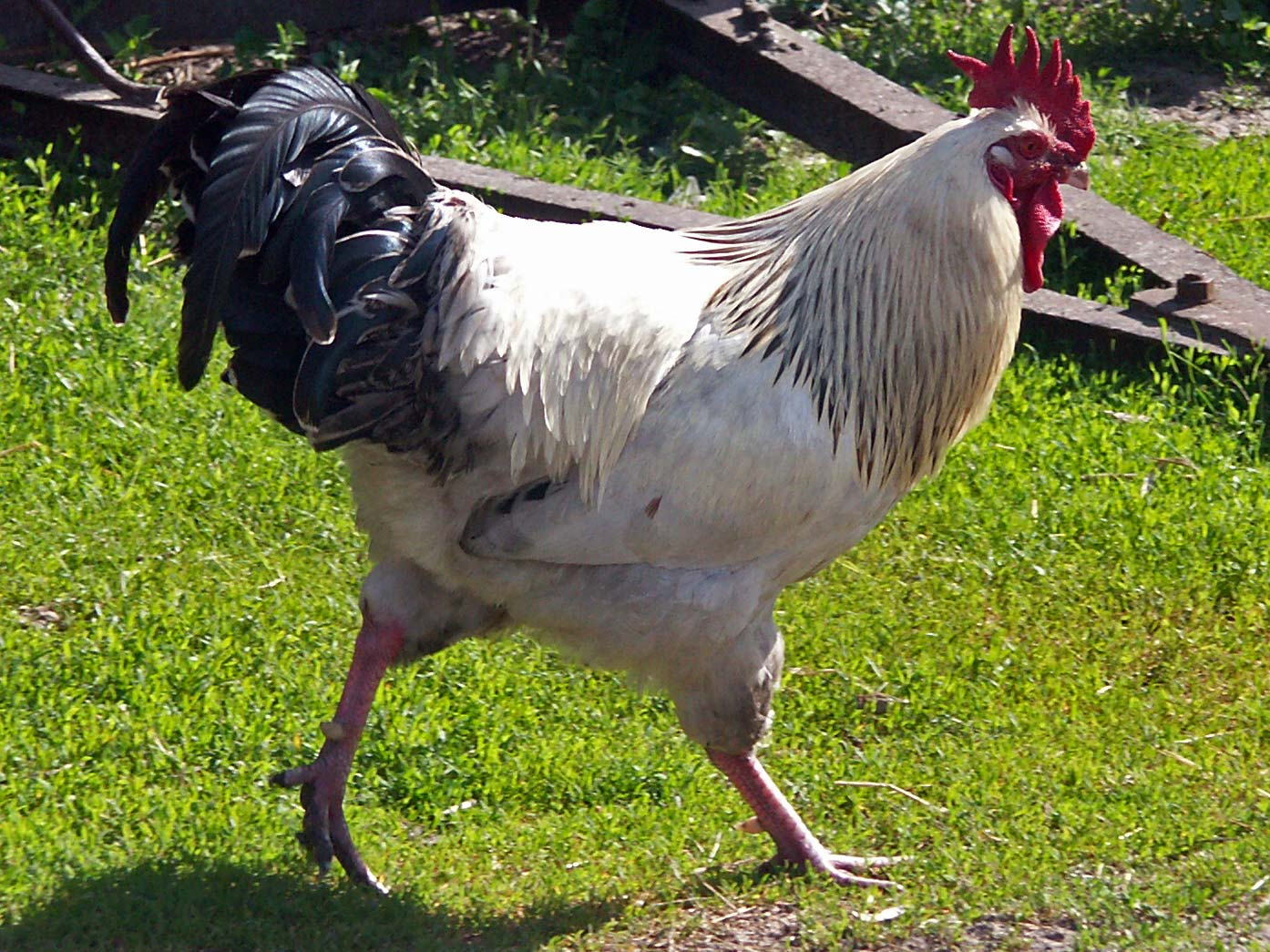
خروس ساسکسی
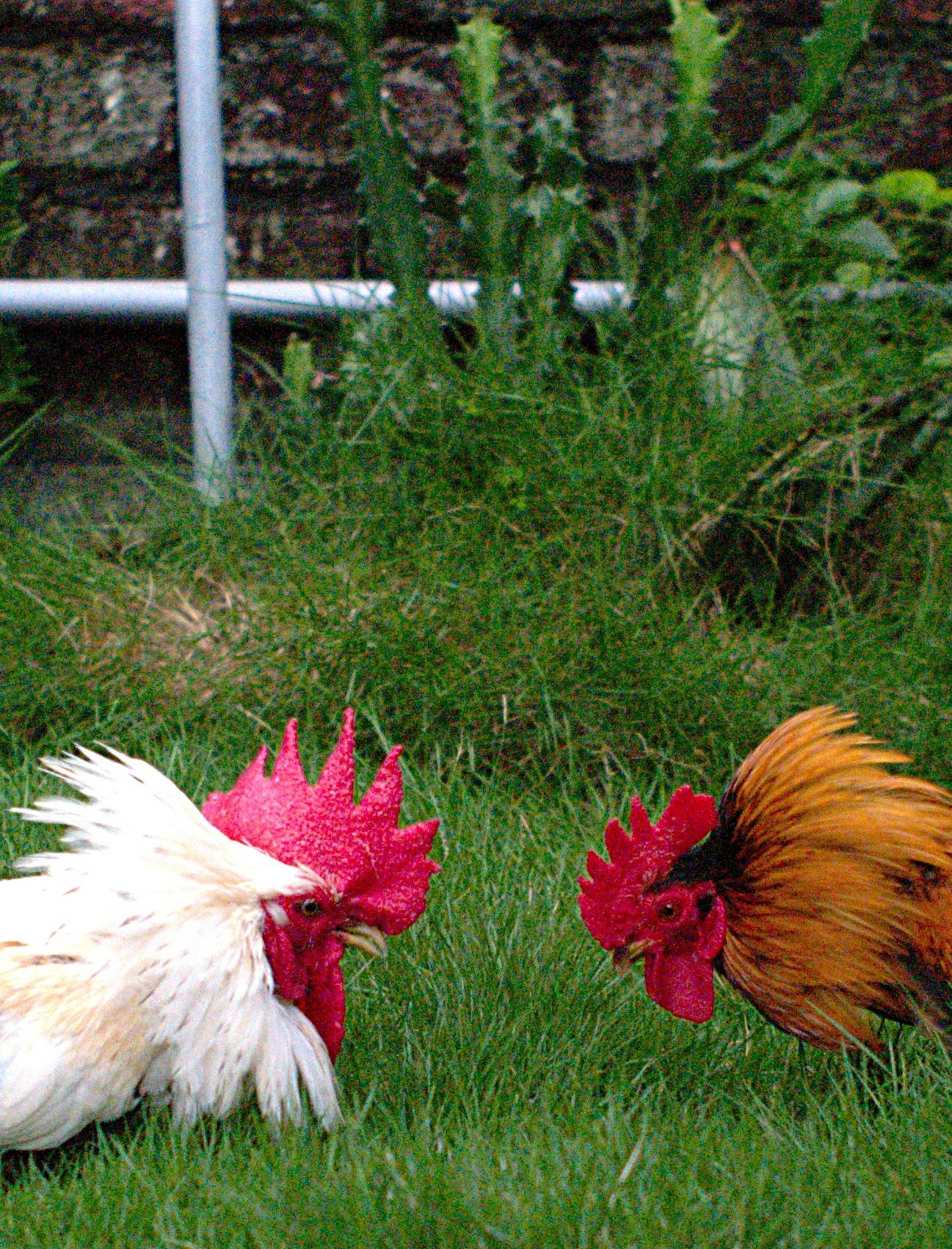
دو خروس در حال آمادگی برای جنگ
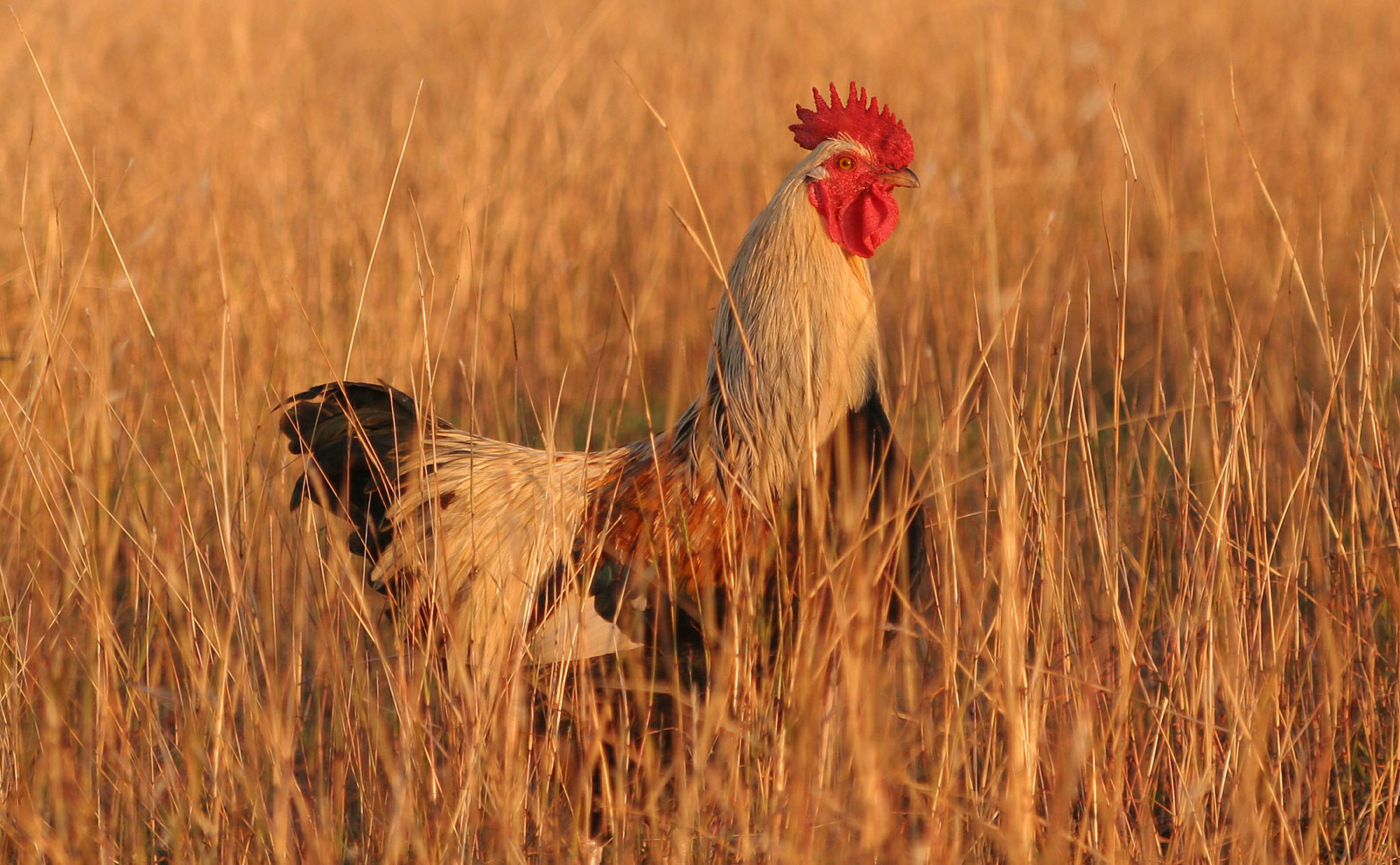
یک خروس در علفزار